# Ancylolomia capensis
Ancylolomia capensis là một loài bướm đêm trong họ Crambidae.